# Reação orgânica

O rearranjo de Claisen é um exemplo de reação orgânica.

Reações orgânicas são reações químicas envolvendo compostos orgânicos e resultam na transformação da matéria através da recombinação de átomos.
Os tipos básicos de reações da química orgânica são reações de adição, reações de eliminação, reações de substituição, reações pericíclicas, reações de rearranjo ou transposição e reações redox. Em síntese orgânica, reações orgânicas são usadas na construção de novas moléculas orgânicas e a físico-química orgânica é a parte que estuda a energia envolvida nas transformações e a relação entre estrutura e reatividade dos compostos orgânicos. A produção de medicamentos, plásticos, pigmentos, vernizes e produtos para a alimentação depende das reações orgânicas. 
As mais antigas reações orgânicas são a combustão de combustíveis orgânicos e a saponificação de gorduras para fazer sabão.  Na história do Prêmio Nobel de Química tem havido premiados pela invenção de reações orgânicas específicas tais como a reação de Grignard em 1912, a reação de Diels-Alder em 1950, a reação de Wittig em 1979 e a metátese de olefina em 2005.

## Fundamentos
As bases moleculares para ocorrência de reações orgânicas são essencialmente as mesmas de qualquer reação química. A transformação de reagentes em produtos ocorre por uma colisão efetiva entre as moléculas, a energia correspondente à energia de ativação deve ser fornecida para que a barreira superficial de repulsão eletrônica, resultante das cargas negativas dos elétrons que ocupam seus orbitais mais exteriores, seja superada. A maioria das reações orgânicas envolve a interação entre orbitais dos reagentes, onde os orbitais preenchidos do nucleófilo se sobrepõem aos orbitais vazios do eletrófilo. Um correto alinhamento na sobreposição de orbitais é essencial para o sucesso da reação. Algumas reações orgânicas são mediadas por interações de carga, onde espécies carregadas se atraem, diminuindo sua repulsão eletrostática. A atração elétrica entre íons diminui a energia de ativação necessária para a reação, no entanto, reações orgânicas envolvendo íons são pouco usuais devido a instabilidade de espécies orgânicas iônicas. Reações orgânicas entre compostos orgânicos polarizados, cujo dipolo atua reduzindo a repulsão eletrostática, existem em maior variedade. Fatores específicos às reações químicas, tais como conjugação, hiperconjugação e aromaticidade, determinam a estabilidade de reagentes, produtos e a presença de reativos intermediários em seus mecanismos de reação, tais como radicais livres, carbocátions e carbânions. 

### Representação visual

Representação visual do mecanismo de uma reação orgânica. (A reação de oxidação de Baeyer-Villiger ocorre entre o ácido percarboxílico e uma cetona.)

Reações orgânicas ocorrem através do rearranjo de elétrons das ligações químicas e estratégias visuais distintas são empregadas para diferenciar a representação gráfica dos reagentes e produtos evolvidos do fluxo de elétrons no mecanismos de reação de cada uma delas. A transformação de reagentes em produtos é indicada por uma seta linear, enquanto retas curvas representam o fluxo de elétrons do nucleófilo ao eletrófilo.

### Seletividade
Um composto orgânico pode existir como uma grande variedade de isômeros. Consequentemente, seletividade em termos de regiosseletividade, diastereoseletividade e enantioseletividade é um importante critério para muitas reações orgânicas. A estereoquímica de reações pericíclicas é governada pelas regras de Woodward-Hoffmann e as as reações de eliminação pela regra de Zaitsev ou pela regra de Hofmann.

## Nomes das reações orgânicas
Na química orgânica, reações tradicionalmente são nomeadas em homenagem aos pesquisadores que descobriram ou sistematizaram a transformação química. As reações orgânicas foram catalogadas em uma longa lista de reações químicas, que contém aproximadamente 1000 entradas de reações distintas. Uma reação antiga reação nomeada é o rearranjo de Claisen (1912) e uma recente é a reação de Bingel (1993). Quando a reação nomeada é difícil de se pronunciar ou muito longa como a reação de Corey-House-Posner-Whitesides ajuda usar uma abreviação como na reação CBS.  

## Classificação por mecanismo da reação
O mecanismo de reação define a sequência de etapas que ocorrem na reação e o comportamento químico dos reagentes é utilizado para classificar as reações químicas.
A classificação de acordo com a natureza do intermediário ou do estado de transição divide as reações em (1) polares, (2) radicais e (3) pericíclicas. 
As reações polares constituem a maioria das reações orgânicas e  são caracterizadas pelo movimento de pares de elétrons de uma fonte bem definida (uma ligação nucleofílica ou par solitário) para um ponto da molécula definido (um centro eletrofílico com um orbital anti-ligação baixo). Os átomos participantes sofrem mudanças de carga, que pode ser uma carga formal, ou na densidade eletrônica.
As reações radicais são caracterizadas por espécies com elétrons não emparelhados (radicais) e o movimento de elétrons únicos eão divididas em processos de cadeia e não-cadeia. 
As reações pericíclicas envolvem a redistribuição de ligações químicas ao longo de um estado de transição cíclica. Embora os pares de elétrons estejam formalmente envolvidos, eles se movem em um ciclo sem uma fonte ou fonte verdadeira. Essas reações requerem a sobreposição contínua dos orbitais participantes e são governadas por considerações de simetria orbital. 
Processos químicos mais complexos podem envolver etapas de duas (ou mesmo as três) dessas categorias; portanto, esse esquema de classificação não é necessariamente direto ou claro em todos os casos. Além dessas classes, as reações mediadas por metais de transição são frequentemente consideradas como formando uma quarta categoria de reações, embora essa categoria abranja uma ampla gama de processos organometálicos elementares, muitos dos quais têm pouco em comum.
A classificação mais frequente se refere à alteração sobre o substrato orgânico, e são agrupadas em reações de adição, reações de eliminação, reações de substituição, reações Redox e reações de rearranjos. A tabela a seguir descreve os tipos e subtipos principais de cada mecanismo de reação orgânica.
| Tipo         | Subtipo                             | Abreviação | Descrição / Exemplos |
| ------------ | ----------------------------------- | ---------- | --- |
| Adição       | Adição eletrofílica                 | EA         | Ocorre quando existe a quebra de uma ligação pi de uma dupla ou tripla ligação de um composto orgânico, ocasionando na criação de 2 ligações sigma. |
| Adição       | Adição nucleofílica                 | NA         | Ocorre quando existe a quebra de uma ligação pi de uma dupla ou tripla ligação por um nucleófilo, ou seja uma espécie doadora de par de elétrons. |
| Adição       | Adição radicalar                    | RA         | Envolve a adição de radicais livres à ligações fracas de compostos orgânicos. |
| Eliminação   | E1                                  | -          | |
| Eliminação   | E2                                  | -          | |
| Eliminação   | E1cB                                | -          | Ocorre em meio básico, pela remoção de um hidrogênio ácido promovendo um grupo de saída pouco estabilizado. |
| Substituição | Substituição Nucleofílica alifática |            | Possui diferentes mecanismos de reação: SN1, SN2 e SNi |
| Substituição | Substituição Nucleofílica aromática | NAS        | |
| Substituição | Substituição Nucleofílica acílica   |            | |
| Substituição | Substituição eletrofílica           | ES         | |
| Substituição | Substituição eletrofílica aromática | EAS        | |
| Substituição | Substituição radicalar              | RS         | |
| Redox        | Reações orgânicas redox             |            | São reações que ocorrem por transferência de elétrons, resultando em transformações entre as funções orgânicas. |
| Rearranjo    | Rearranjo 1,2                       |            | |
| Rearranjo    | Reações pericíclicas                |            | |
| Rearranjo    | Metáteses                           |            | |
| Condensação  |                                     |            | Em reações de condensação uma pequena molécula, usualmente água, é dividida quando dois reagentes são combinados numa reação química. A reação oposta, quando a água é consumida em uma reação, é chamada hidrólise. Muitas reações de polimerização são derivadas de reações orgânicas. Elas são divididas em polimerização de adição e policondensações. |